# Feltherpetologi
Feltherpetologi er en hobby inden for zoologien som beskæftiger sig med studiet af padder (herunder frøer, tudser, salamandre og ormepadder) og krybdyr (herunder slanger, firben, ormeøgler, skildpadder, terrapiner, landskilpadder, krokodiller og tuataras) på deres naturlige levesteder i naturen. Ordet herpetologi er dannet af græsk; herpeton "krybende" og -logi "lære". Selve ordet ”feltherpetologi” er et ord der er opstået i nyere tid, som ordet antyder, er det en sammentrækning af "felt" og "herpetologi". Ordet beskriver hobbyen i hovedtræk; at gå ud i felten og lære om krybdyr og padder. Modsat herpetolog er feltherpetolog ikke en uddannelse eller en stillingbetegnelse, det er et populærudtryk der er opstået i nyere tid blandt hobbyfolk. Derfor er de fleste feltherpetologer private mennesker der er motiveret af ønsket om at lære dyrenes levevis bedre at kende, samt at værdsætte- og bevare dem i den natur hvori de findes. Ligeså er de feltherpetologisk interesserede med til bidrage med uundværlig data om den danske herpefauna via deres mange observationer mm.
Der er mange der interesserer sig for padder og krybdyr, men det kan være svært at finde frem til folk med en feltherpetologisk interesse. De seneste år er feltherpetologi gået hen og blevet en mainstream hobby, da tv-kanaler, så som Animal Planet længe har sendt programmer med feltherpetologisk relevans, fx ”Marc O' shea's big adventure” eller ”Steve Irwin's The crocodile hunter”.